# Concorde (The Modern Jazz Quartet)
| Recensione | Giudizio |
| ---------- | -------- |
| AllMusic   |          |

Concorde è un album discografico del Modern Jazz Quartet, pubblicato dalla casa discografica Prestige Records nel gennaio 1956.
L'album vede la presenza (dal febbraio 1955) del batterista Connie Kay (con precedenti esperienze musicali con Miles Davis e Charlie Parker, tra gli altri) al posto di Kenny Clarke.

## Il disco
Ralph's New Blues, brano di apertura dell'album, fu scritto da Milt Jackson e dedicato a Ralph Gleason, eminente critico musicale di San Francisco. È nella forma blues, basata su un motivo modale che oscilla tra Fa minore e La bemolle maggiore usando una semplice imitazione del motivo tra i tre strumenti in tono stretto.
All of You, brano scritto da Cole Porter e originariamente inserito nel musical Silk Stockings, nell'esecuzione del Quartetto la principale voce melodica e ritmica è scandita dallo strumento di Milt Jackson il cui contrappunto assieme a quelli di John e Percy è improvvisato e interdipendente, derivato dalle idee musicali che ogni membro del gruppo si fornisce l'un l'altro.
I'll Remember April, pur essendo originariamente nel linguaggio musicale americano una ballata, perde tuttavia tali caratteristiche nella forma jazzistica, grazie al gioco veloce e virtuoso, il formato musicale è semplice e popolare nel jazz e consiste in una dichiarazione di apertura della melodia, assoli, conversazioni a otto battute, conversazioni a quattro battute e ri-dichiarazione della melodia.
Il successivo brano è un medley. In questo caso il Quartetto ha attinto dal vasto repertorio di materiale melodico e armonico di George Gershwin.
In Soon la melodia nella prima metà del brano è trasportata da Percy Heath, mentre in For You, for Me e Forevermore, tocca a John Lewis suonare la melodia nelle prime parti dei pezzi, poi Milt improvvisa le controtendenze contro queste frasi melodiche, Love Walked In ha una melodia dichiarata in forma canonica da Milt e John per la prima metà, quindi da assoli di Milt, in Our Love Is Here to Stay, John fa da contrappunto alla linea melodica di Milt.
Softly as in a Morning Sunrise tratto dall'operetta di Sigmund Romberg, New Moon, è stato a lungo un punto importante nel repertorio del gruppo, l'introduzione e il finale sono uno dei canoni di The Musical Offering di Bach.
Concorde è il pezzo conclusivo dell'album omonimo e rappresenta un'altra importante composizione di John Lewis, è una fuga (l'ottavo dell'uso del contrappunto) con episodi improvvisati, l'apertura a otto battute molto vicino al jazz di Vendome (PRLP 160) con cui condivide gli stessi passaggi improvvisati.
John Lewis, il cui amore per la Francia e Parigi in particolare è rispecchiato anche nei titoli di alcuni suoi brani.

## Tracce

### LP
Lato A
1. Ralph's New Blues – 7:09 (Milt Jackson)
2. All of You – 4:26 (Cole Porter)
3. I'll Remember April – 5:07 (Don Raye, Gene de Paul)

Lato B
1. Gershwin Medley – 7:55 (George Gershwin)
2. Softly as in a Morning Sunrise – 7:57 (Oscar Hammerstein II, Sigmund Romberg)
3. Concorde – 3:38 (John Lewis)

## Formazione
- Milt Jackson – vibrafono
- John Lewis – piano
- Percy Heath – contrabbasso
- Connie Kay – batteria

Note aggiuntive
- Bob Weinstock – produttore, supervisione
- Rudy Van Gelder – ingegnere delle registrazioni
- Bob Parent – design copertina album originale
- French Government Tourist Bureau – foto copertina frontale album originale
- Ira Gitler – note retrocopertina album originale [3]